# Pedro Martins da Torre
 (juillet 2025).
Pedro Martins da Torre, né en 1160, est une noble personnalité portugaise. Il est seigneur Torre de Vasconcelos au XIIe siècle et du village d'Amares, situé au nord du Portugal, dans le district de Braga. Il appartient à l'ordre du Temple, ordre religieux et militaire international.
Pedro Martins da Torre, seigneur da Torre de Vasconcelos, est à l'origine d'une importante lignée de Vasconcelos.

## Biographie

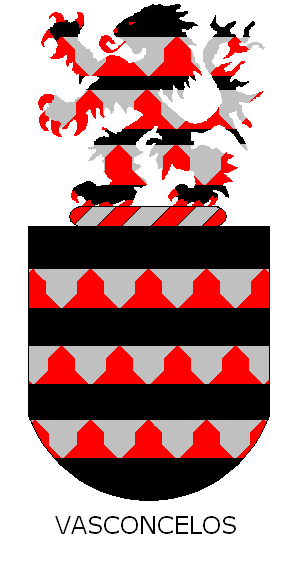
Blason avec les Armes de la famille Vasconcelos.

Il est le fils de Martim Moniz, qui s'illustre de manière héroïque lors de la Reconquista de Lisbonne des portugais sur les Maures en 1147 en s'allongeant de tout son corps en travers d'une porte principale du château de la ville, permettant aux troupes menées par Alphonse Ier de reprendre la capitale portugaise des mains des Maures.
Pedro Martins da Torre a deux frères : João Martins de Cabreira et Martim Martins de Cabreira.